# Inger-Maria Mahlke

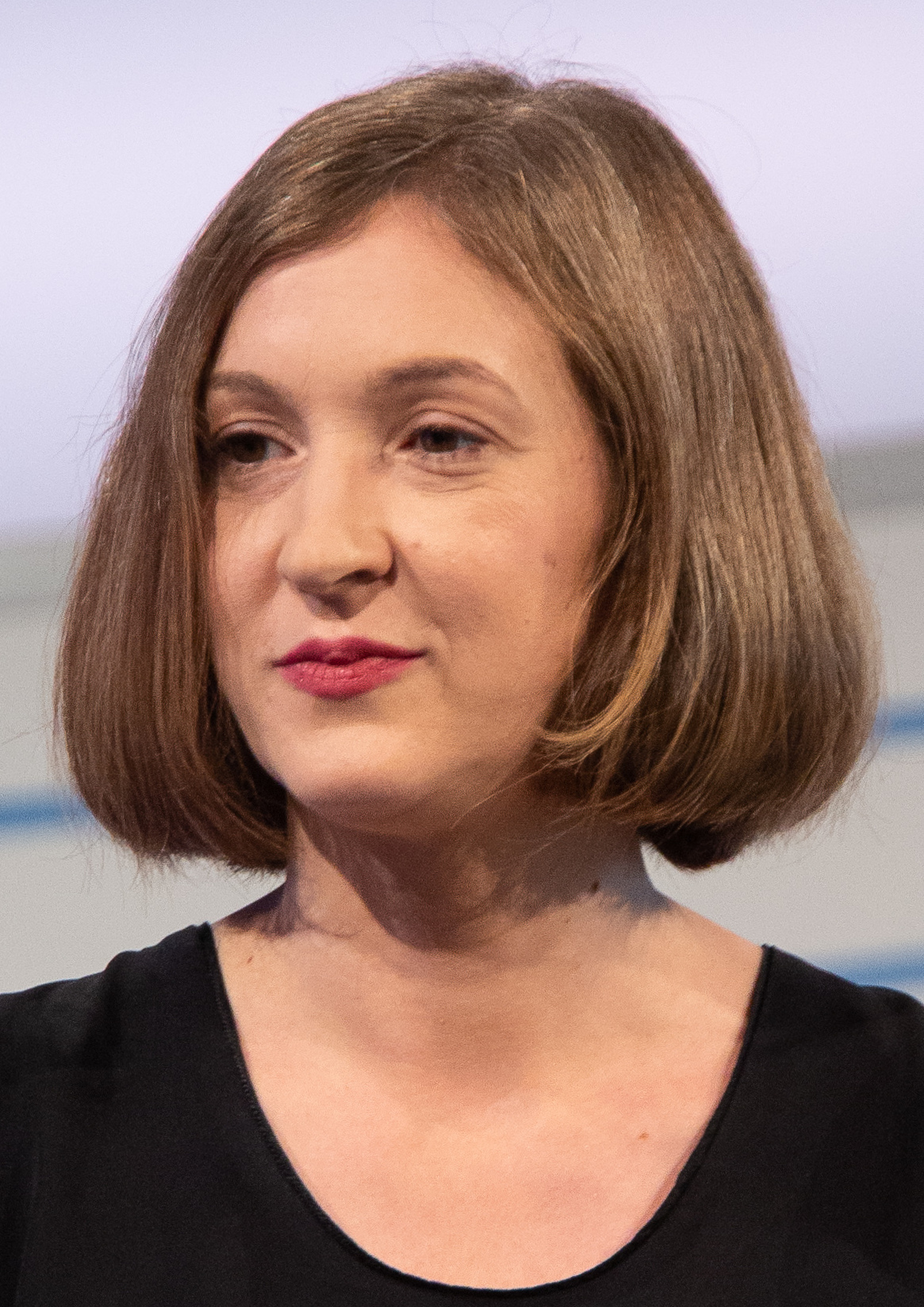
Inger-Maria Mahlke, 2018

Inger-Maria Mahlke (* 1977 in Hamburg) ist eine deutsche Schriftstellerin.

## Leben
Mahlke wuchs in Lübeck auf, wo sie das Katharineum zu Lübeck besuchte. Ihre Schulferien verbrachte sie regelmäßig bei Verwandten auf Teneriffa. Sie studierte Rechtswissenschaft an der FU Berlin, wo sie am Lehrstuhl für Kriminologie arbeitete. 
2005 war sie Teilnehmerin einer Autorenwerkstatt mit Herta Müller, 2008 an der Autorenwerkstatt der Jürgen-Ponto-Stiftung und 2009 an der Autorenwerkstatt des Literarischen Colloquiums Berlin. Im gleichen Jahr gewann sie den 17. Open Mike. Am zweiten Teil ihres Debütromans Silberfischchen schrieb sie von Januar bis März 2010 jeweils 16 Stunden täglich. Für den Roman um einen verbitterten pensionierten Polizisten, der überraschend eine polnische Putzfrau bei sich aufnimmt, gewann Inger-Maria Mahlke 2010 den zum ersten Mal vergebenen und mit 5000 Euro dotierten Klaus-Michael Kühne-Preis des Harbour Front Literaturfestivals in Hamburg. In der Begründung heißt es: „Die Jury ist sich einig, dass Inger-Maria Mahlke ein nahezu perfektes Prosawerk gelungen ist.“ Mahlke ist Mitglied im PEN-Zentrum Deutschland und Mitgründerin des PEN Berlin.
Auf Vorschlag von Burkhard Spinnen nahm Mahlke am Wettbewerb um den Ingeborg-Bachmann-Preis 2012 teil und bekam den Ernst-Willner-Preis zugesprochen. 2014 erhielt sie eines von siebzehn Arbeitsstipendien für Schriftsteller der Kulturverwaltung des Berliner Senats und den Karl-Arnold-Preis der Nordrhein-Westfälischen Akademie der Wissenschaften und der Künste. 2015 erschien ihr Roman Wie Ihr wollt, mit dem sie auf der Shortlist für den Deutschen Buchpreis stand. 2017 war Mahlke für sieben Monate Magdeburger Stadtschreiberin. 

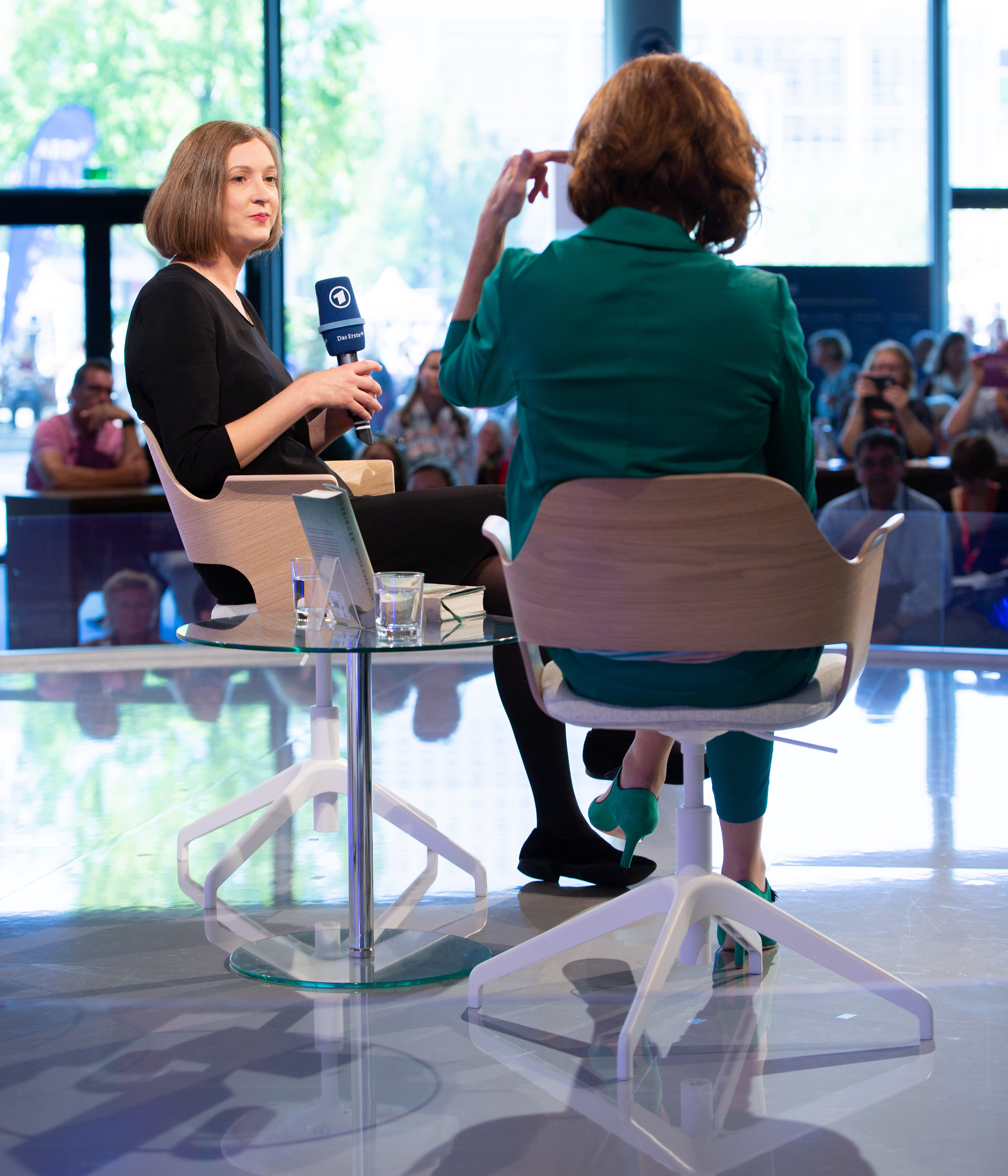
Mahlke während eines Interviews auf der Frankfurter Buchmesse 2018

2018 wurde ihr Roman Archipel mit dem Deutschen Buchpreis-Hauptpreis als Roman des Jahres ausgezeichnet. Der Roman erzählt chronologisch rückwärts über fünf Generationen hinweg die Geschichte mehrerer Familien auf der Insel Teneriffa von 1919 bis 2015.
Mahlke lebt in Berlin.

## Veröffentlichungen
- Burbank 1.0. In: BELLA triste. Nummer 19, Hildesheim 2007, ISSN 1618-1727.
- Beschwerdemanagement der Polizei: Eine empirische und rechtliche Analyse am Beispiel der Berliner Polizei. Verlag für Polizeiwissenschaft, Berlin 2008, ISBN 978-3-86676-052-3.
- Silberfischchen. Roman. Aufbau Verlag, Berlin 2010, ISBN 978-3-351-03309-5.
- Rechnung offen. Roman. Berlin Verlag, Berlin 2013, ISBN 978-3-8270-1130-5.
- Wie Ihr wollt. Roman. Berlin Verlag, Berlin 2015, ISBN 978-3-8270-1213-5.
- Rettet die Bäume. In: Matthias Jügler (Hrsg.): Wie wir leben wollen – Texte für Solidarität und Freiheit. Suhrkamp, 2016, ISBN 978-3-518-46710-7.
- Archipel. Roman. Rowohlt, Reinbek 2018, ISBN 978-3-498-04224-0.
- Unsereins. Roman. Rowohlt, Hamburg 2023, ISBN 978-3-498-00181-0.